# Ránk
Ránk (szlovákul: Rankovce) község Szlovákiában, a Kassai kerület Kassa-környéki járásában.

## Fekvése
Kassától 28 km-re északkeletre, az Eperjes-Tokaji-hegység nyugati oldalán fekszik.

## Története
1332-ben a pápai tizedjegyzékben „Rank” néven említik először, már ekkor állt temploma és ismert András nevű papja is. A 14. században a szinyei uradalom részeként Szinyei Pető fia János birtoka. 1390-ben Zsigmond király hívének, Perényi Miklósnak adta. 1427-ben 27 portát számláltak a faluban, amely mintegy 170 lakost jelent. A 16. század közepére a lakosság száma csökkent. 1565-ben 21, 1598-ban 27 ház állt a faluban. 1601-ben Terebes várának uradalmához tartozott. 1715-ben öt gazdaház és egy zsellérház állt a településen.
A 18. század végén Vályi András így ír róla: „RANK. Elegyes tót falu Abaúj Vármegyében, földes Urai több Uraságok, lakosai katolikusok, és evangelikusok, fekszik Keczer-Peklinhez nem meszsze, mellynek filiája; fördői, és savanyú vize is híres, és sok külömbféle Uraságoktól látogattatik, ’s a’ Vendégeknek számokra jó alkalmatosságok készíttettek; szántó földgyei néhol hegyesek, és soványok, Kassától, és más piatzozó helyeitől is távol esik, melly miatt harmadik osztálybéli.”
Fényes Elek 1851-ben kiadott geográfiai szótárában így ír a faluról: „Ránk, Rankovce, tót falu, Abauj vmegyében, Sáros vmegye szélén, ut. p. Kassához kelet-északra 2 mfdnyire: 39 kath., 242 evang., 25 zsidó lak. Evang. anyaszentegyház. A ránki név alatt ismeretes savanyuviz-forrás nem itt, hanem Herrlein határában van innen délre 15 percznyi távolságra. Fekszik e fördő gyönyörű völgyben, s a vendégek befogadására nem csak a kamarának, hanem magánosoknak is vannak épületei. Mint ásványviz használ leginkább gyomorgyengeségben, s az innen származott nyavalyákban, u. m. komorkórságban, sárgaságban, hideglázban, rendetlen hószámban, stb. Ránk helységet több közbirtokosok birják.”
Borovszky Samu monográfiasorozatának Abaúj-Torna vármegyét tárgyaló része szerint: „Felső-Kemenczétől északra, alig két kilométerre van Herlány, vagy Herlein és Ránk. A határukban levő hires fürdőhely ránk-herlányi fürdő nevet visel. Ránknak 58 háza van 307 tótajku lakossal. Postája a szomszédos Herlány. Mint fürdőről, melynek időszaki forrása különös nevezetesség, a fürdőhelyek közt emlékezünk meg. Határában a hegyek közt egy várnak sánczai és mintegy 1000 □öl terjedelmü halas tónak nyomai láthatók. Egy 300 méter magasságu, merőlegesen emelkedő sziklacsoportról, mely egyik oldalán megközelithető, remek kilátás nyilik fél vármegye területére. Van tengerszeme is, mely mintegy 350 □méter kiterjedésü.”
A trianoni diktátumig Abaúj-Torna vármegye Füzéri járásához tartozott.

## Népessége
| Év:            | 1994. | 2004.    | 2014.    | 2024.    |
| -------------- | ----- | -------- | -------- | -------- |
| Emberek száma: | 491   | 599      | 791      | 1070     |
| Eltérés:       |       | +21,99 % | +32,05 % | +35,27 % |

| Év:            | 2023. | 2024.   |
| -------------- | ----- | ------- |
| Emberek száma: | 1043  | 1070    |
| Eltérés:       |       | +2,58 % |

1910-ben 318-an, többségében szlovákok lakták, jelentős magyar kisebbséggel.
2001-ben 554 lakosából 524 szlovák volt.
2011-ben 705 lakosából 672 szlovák.

## Nevezetességei
Evangélikus temploma, valamint a Ránki gejzír.